# Three (canal de televisão)
TV3 é uma rede de televisão comercial da Nova Zelândia.